# Проспект Соборности (Киев)
Проспе́кт Собо́рности (укр. проспе́кт Собо́рності) — проспект в Днепровском районе города Киева, жилые массивы Соцгород, Березняки. Пролегает от Дарницкой площади до моста имени Патона.
С 1959 по 2016 год именовался Проспект Воссоединения (укр. Проспект Возз'єднання).
Примыкают Русановская и Днепровская набережные, Ивана Миколайчука, пешеходный мост к бульвару Игоря Шамо, улицы Плеханова, Березняковская, железнодорожный путепровод, улицы Вифлеемская, Тампере, Григория Чупринки и проспект Мира.

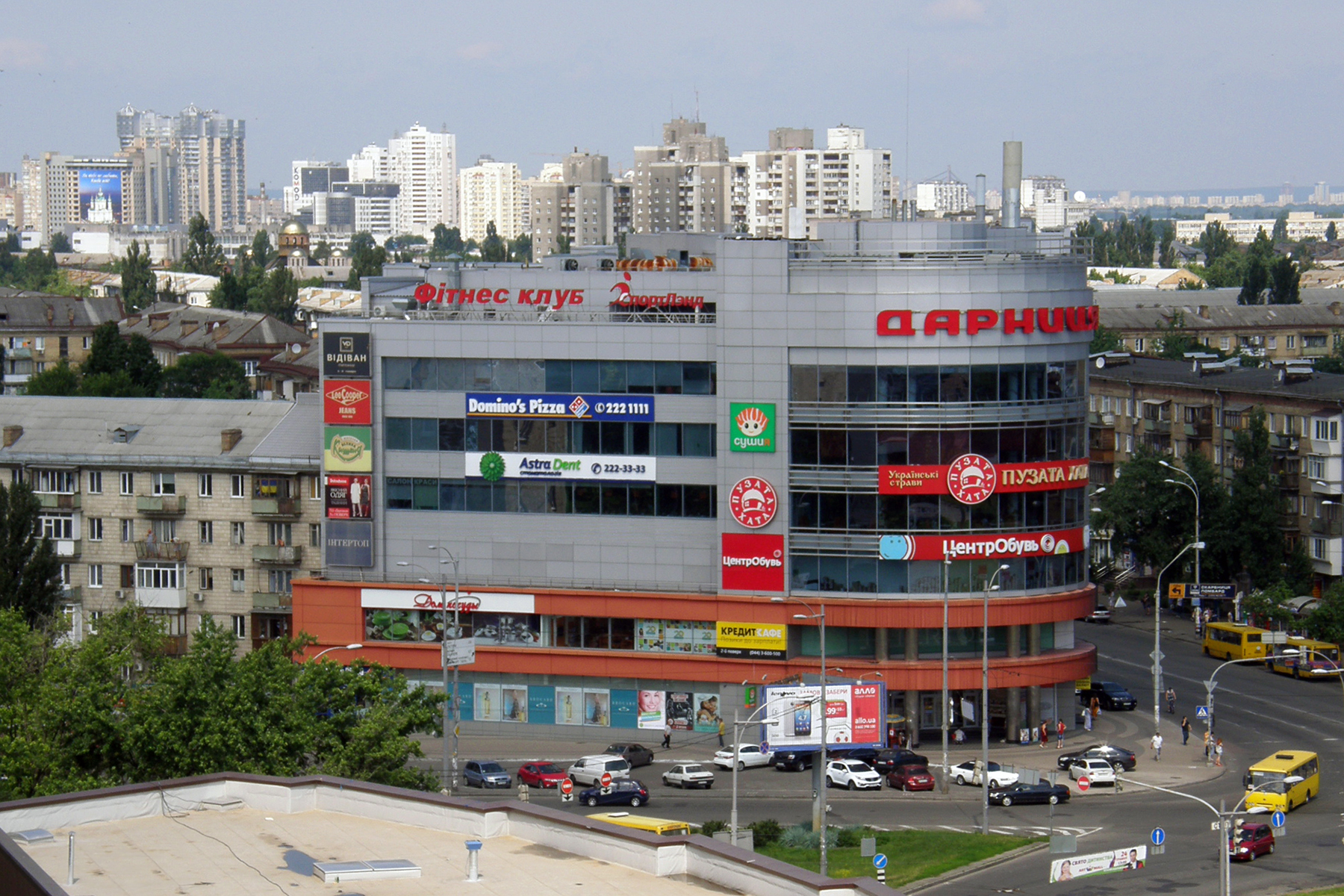
№ 2 (официально проспект Мира, 1) — универмаг «Дарница» (1963—1965, 2007)

Проспект Соборности с улицами Евгения Сверстюка, Березняковской и Ивана Миколайчука образуют транспортную развязку.

## История
Путь, которым сейчас проходит проспект, известен с XVIII века как дорога к Наводницкому мосту и, соответственно, назывался Наводницкое шоссе. В виде Проспект возник в середине 1950-х годов вдоль автомагистрали Киев — Харьков, которая вместе с бульваром Дружбы народов и Харьковским шоссе составляла так называемую Автостраду.
В 1959 году получил название Проспект Воссоединения в честь Воссоединения Украины с Россией (на здании № 1 была размещена мемориальная доска).
В рамках политики декоммунизации решением Киевского городского совета от 6 октября 2016 года получил современное название — в честь дня соборности Украины.

## Учебные заведения
- Спортивная детско-юношеская школа олимпийского резерва № 16 (дом № 3а)
- Лингвистическая гимназия № 167 (дом № 12в)